# 破壊 (アルバム)
『破壊』（原題：Damn the Torpedoes）は、トム・ペティ&ザ・ハートブレイカーズが1979年に発表した3作目のスタジオ・アルバム。

## 背景
前2作のアルバムはシェルター・レコードが原盤権を持ちABCレコードを通じて発売されていたが、ABCがMCAレコードに買収されたのに伴い、MCAはトム・ペティとの契約を継続しようとした。しかし、ペティはMCAとの契約解除を主張して法的闘争に至る。その間にペティが破産宣告を受け、スタン・リンチがザ・ハートブレイカーズから脱退しようとするトラブルも発生したが、最終的にはMCAの子会社であるバックストリート・レコードに移籍して、本作が移籍第1弾アルバムとしてリリースされた。
「危険な噂（原題:"Don't Do Me Like That"）」はトム・ペティ&ザ・ハートブレイカーズの前身バンドであるマッドクラッチの時代から存在していた曲で、マッドクラッチによるオリジナル・ヴァージョンはトム・ペティ&ザ・ハートブレイカーズ名義のボックス・セット『プレイバック（原題: "Playback"）』（1995年）に収録された。「ルイジアナ・レイン(原題:"Louisiana Rain")」はペティがボニー・タイラーに提供した楽曲のセルフ・カヴァーで、タイラーのヴァージョンは1979年のアルバム『Diamond Cut』に収録された。
ザ・ハートブレイカーズのギタリスト、マイク・キャンベルによれば、「逃亡者（原題:"Refugee"）」のレコーディングは難航したという。なかなか良い感じを出せなかったため100回も録音されて、プレッシャーを感じたキャンベルはスタジオを出て2日間町に出るが、その後スタジオに戻ってこの曲を完成させた。
本作のアウトテイクのうち「Casa Dega」はシングル「危険な噂」のB面曲として発表され、「It's Rainin' Again」はシングル「逃亡者」のB面曲として発表された。これらの曲は、2010年にリリースされた本作のデラックス・エディション盤のボーナス・ディスクにも収録されている。

## 反響・評価
本作はセールス的に成功を収めた。バンドの母国アメリカでは初めてBillboard 200でトップ10入りを果たし、7週にわたって2位を記録した。また、ニュージーランドのアルバム・チャートでは合計3週にわたり1位を獲得。
音楽評論家のStephen Thomas Erlewineはオールミュージックにおいて満点の5点を付け、「本作に匹敵するほど力強い'70年代末期および'80年代初頭のメインストリーム・ロック・アルバムは少数であり、なおもロック時代の偉大なレコードの一つであり続けている」と評している。『ローリング・ストーン』誌が2003年に選出したオールタイム・グレイテスト・アルバム500では313位にランク・インし、後の改訂では315位となった。

## 収録曲
特記なき楽曲はトム・ペティ作。
1. 逃亡者 "Refugee" (Tom Petty, Mike Campbell) – 3:22
2. ヒア・カムズ・マイ・ガール "Here Comes My Girl" (T. Petty, M. Campbell) – 4:24
3. イーヴン・ザ・ルーザーズ "Even the Losers" – 3:59
4. 疑惑の影 "Shadow of a Doubt (A Complex Kid)" – 4:25
5. センチュリー・シティ "Century City" – 3:44
6. 危険な噂 "Don't Do Me Like That" – 2:42
7. ユー・テル・ミー "You Tell Me" – 4:33
8. イン・マイ・ライフ "What Are You Doin' in My Life?" – 3:26
9. ルイジアナ・レイン "Louisiana Rain" – 5:56

### 2010年デラックス・エディション盤ボーナス・ディスク
1. "Nowhere"
2. "Surrender"
3. "Casa Dega" (T. Petty, M. Campbell)
4. "It's Rainin' Again"
5. "Shadow of a Doubt (A Complex Kid) (Live)"
6. "Don't Do Me Like That (Live)"
7. "Somethin' Else (Live)" (Eddie Cochran)
8. "Casa Dega (Demo)" (T. Petty, M. Campbell)
9. "Refugee (Alternate Take)" (T. Petty, M. Campbell)

## 参加ミュージシャン
- トム・ペティ - ボーカル、ギター、12弦ギター、ハーモニカ
- マイク・キャンベル - ギター、12弦ギター、スライドギター
- ベンモント・テンチ - ピアノ、オルガン、ハーモニウム、バッキング・ボーカル
- ロン・ブレア - ベース
- スタン・リンチ - ドラムス、バッキング・ボーカル